# Демчук Марія Олексіївна
Марі́я Олексі́ївна Демчу́к — український мовознавець, спеціаліст з ономастики, української антропоніміки. Учениця Михайла Худаша. Кандидат філологічних наук, спеціальність — українська мова (16 лютого 1985). Старший науковий співробітник НАНУ (з 29 грудня 1995). Завідувач відділу (виконуючий обов'язки), Відділ історичної етнології, Інститут народознавства НАН України (з 22 лютого 2011). Член вченої ради Інституту народознавства НАНУ (з 23 травня 2017).

## Публікації

### Монографії
- Демчук, М. О. Слов'янські автохтонні особові власні імена в побуті українців XIV-XVII ст. — Львів-Київ : Наукова думка, 1988. — 171 с. — ISBN 5-12-000138-6.

### Статті
- Демчук, М. О. Антропонімія в історико-етнографічних дослідженнях // НТЕ, 1983, № 1, с. 50 – 53.
- Демчук, М. О. Українські ойконіми-композити давньоруського відантропонімного походження  // Давньоруська ономастична спадщина в східнослов’янських мовах. Київ, Наукова думка, 198, с. 64 – 66.
- Демчук, М. О. Відантропонімні утворення в ойконімії Бойківщини // Бойківщина: історія та сучасність, Львів, 1995, с. 163 – 165.